# Rinorea uxpanapana
Rinorea uxpanapana là một loài thực vật thuộc họ Violaceae. Đây là loài đặc hữu của México.